# Argina
Argina is een geslacht van vlinders van de familie spinneruilen (Erebidae), uit de onderfamilie Arctiinae.

## Soorten
- A. amanda (Boisduval, 1847)
- A. argus Kollar, 1844
- A. astrea (Drury, 1773)
- A. callargus Reich., 1932
- A. leonina (Walker, 1865)
- A. pulchra Swinhoe, 1892
- A. syringa Cramer, 1775